# Denis Maratowitsch Abdullin
Denis Maratowitsch Abdullin (russisch Денис Маратович Абдуллин; * 1. Januar 1985 in Magnitogorsk, Sowjetunion) ist ein russischer Eishockeyspieler, der zuletzt bei Witjas Podolsk in der Kontinentalen Hockey-Liga unter Vertrag stand und parallel beim THK Twer in der Wysschaja Hockey-Liga eingesetzt wurde.

## Karriere
Denis Abdullin begann seine Karriere als Eishockeyspieler im Nachwuchsbereich des HK Metallurg Magnitogorsk. Für dessen zweite Mannschaft spielte der Angreifer zweieinhalb Jahre lang in der drittklassigen Perwaja Liga, ehe er im Laufe der Saison 2004/05 zu Molot-Prikamje Perm wechselte, für das er sein Debüt in der russischen Superliga gab. Nachdem er die folgende Spielzeit beim HK Traktor Tscheljabinsk in der zweitklassigen Wysschaja Liga begonnen hatte, beendete er sie beim HK Lada Toljatti aus der Superliga, mit dem auf europäischer Ebene 2006 zudem den IIHF Continental Cup gewann. Im Anschluss an diesen Erfolg unterschrieb er beim HK Metallurg Magnitogorsk, bei dem er seine Laufbahn begonnen hatte, kam jedoch nur zu acht Einsätzen für dessen Profimannschaft, sodass er bei Neftechimik Nischnekamsk unterschrieb.
Die Saison 2007/08 verbrachte Abdullin bei seinem Ex-Club HK Lada Toljatti. In seiner ersten kompletten Spielzeit im Profibereich erzielte er in 48 Spielen zehn Tore und bereitete weitere neun vor. Für die folgende Spielzeit wurde der Russe vom HK MWD Balaschicha aus der neu gegründeten Kontinentalen Hockey-Liga (KHL) verpflichtet. Dort wurde er nur in 22 Spielen eingesetzt, in denen er zwei Tore und eine Vorlage verbuchte, und kam parallel für die zweite Mannschaft des Klubs zum Einsatz. Nachdem er sich auch in der Saison 2009/10 keinen Stammplatz erkämpfen konnte, wurde er nach zwei Spielen an den THK Twer aus der Wysschaja Liga ausgeliehen. Im Dezember 2009 wechselte er zu Amur Chabarowsk, für das er 19 Spiele in der KHL absolvierte.
Die Saison 2010/11 verbrachte er bei seinem Heimatverein, ehe er im August 2011 von Awtomobilist Jekaterinburg verpflichtet wurde. Für Jekaterinburg absolvierte er 51 KHL-Partien, in denen er 19 Scorerpunkte sammelte. Im Mai 2012 wechselte er innerhalb der KHL zu Ak Bars Kasan, für den er bis Oktober 2013 28 KHL-Partien absolvierte, ehe er zum HK Traktor Tscheljabinsk wechselte.
Zwischen 2015 und 2017 stand er bei Witjas Podolsk unter Vertrag steht und spielte parallel beim THK Twer in der Wysschaja Hockey-Liga.

## Erfolge und Auszeichnungen
- 2006 IIHF-Continental-Cup-Gewinn mit dem HK Lada Toljatti

## KHL-Statistik
(Stand: Ende der Saison 2011/12)